# Barkargärdet
Barkargärdet är en by, numera stadsdel, i Borlänge. 
Barkargärdet ligger ungefär 4 kilometer öster om Borlänge centrum. Genom stadsdelen går Gamla Faluvägen som är en viktig länk mellan Borlänges norra stadsdelar och E16/Riksväg 50 norrut. 
På Barkargärdets nordvästra sida, mot Hönsarvsberget, ligger Borlänge sjukhus och Bergebo friluftsanläggning.
Barkargärdet tillsammans med Domnarvet, Medväga och Bomsarvet har ungefär 3 700 invånare och består av villaområden omkring en äldre bykärna.
Strax norr om Barkargärdet ligger Borlänges största avfallsanläggning, Fågelmyra återvinningscentral.